# Comfortably Numb
„Comfortably Numb“ je skladba od britské rockové skupiny Pink Floyd, která byla vydaná na jejich dvojalbu The Wall z roku 1979. Zároveň byla ten samý rok vydaná jako singl, na jehož „B“ straně byla nahrávka „Hey You“.
Tato skladba je jednou z tří písní na albu The Wall, jejichž autorem je spolu s Rogerem Watersem i kytarista a pozdější leader skupiny, David Gilmour. Gilmour měl hudební nápady, nahrané na demo pro tuto skladbu připravené na svůj pozdější sólový projekt.
„Comfortably Numb“ je jednou z nejslavnějších skladeb Pink Floyd. Je uznávaná hlavně díky kytarovým sólům – ve skladbě jsou hraná dvě. Druhé z nich je fanoušky, kritikou ale i samotným Gilmourem považované za nejlepší, jaké kdy nahrál. V časopise Guitar World je „Comfortably Numb“ umístěná na čtvrtém místě ve stovce nejlepších kytarových sól. V hlasovaní na serveru Yahoo získalo kytarové sólo první místo u diváků televizního kanálu Planet Rock V roce 1989 členové fanzinu skupiny Pink Floyd, The Amazing Pudding, zvolili tuto skladbu za jejich nejlepší píseň. Časopis Rolling Stone dal tuto píseň na 314. místo seznamu 500 nejlepších skladeb všech dob.
Skladba „Comfortably Numb“ je spolu se skladbou „Mother“ jednou z mála samostatných hudebních děl, která nejsou přímo zvukově propojená na ostatní díla alba. Podle časopisu Rolling Stone text písně pochází z Watersovy osobní zkušenosti po tom, jak dostal injekci na utišení při hepatitidě v roce 1977 před koncertem Animals tour ve Philadelphii „byly to dvě nejdelší hodiny mého života“, říká Waters. „Zkoušet hrát na koncertu ve stavu, kdy jsem měl problém zvednout ruku.“ O aranžmá finální verze skladby vedli Waters s Gilmourem spory. Gilmour si ji představoval (oproti albu) drsnější, a Waters chtěl, aby sólo bylo na začátku skladby.
Tak jako ostatní skladby alba The Wall, píseň „Comfortably Numb“ je vyprávěním části příběhu jeho hlavního protagonisty Pinka. Pink se cítí úplně izolovaný od společnosti, nedokáže odolat tlaku postavení rockové hvězdy a před odchodem na koncertní vystoupení kolabuje v hotelovém pokoji. K Pinkovi je přivolaný lékař, který mu dává injekci, co by ho měla probrat. Text písně je koncipovaný jako dialog doktora (Waters) s Pinkem (Gilmour).

## Skladbu nahráli
- David Gilmour – kytary,[6] syntezátor Prophet-5, zpěv (refrén)[6]
- Nick Mason – bicí[6]
- Roger Waters – zpěv (sloka)[6], basová kytara[6]
- Richard Wright – varhany[6]
- Lee Ritenour – akustická kytara[6]
- The New York Orchestra[6]